# Arena della Croix-Noire
L'Arena della Croix-Noire (in francese, Arène de la Croix-Noire) è una struttura sita a Aosta. È sede del combat final (combattimento finale) del torneo regionale di Bataille de reines.
Si situa nel comune di Aosta, ai confini con il comune di Saint-Christophe, nella zona denominata, appunto, Croix-Noire.

## Storia
L'arena è stata costruita nel 1987 per ospitare diverse manifestazioni, limitandosi soltanto alla Bataille de reines fino al concerto di Bob Dylan nel 1992. Nel 1996 si è tenuta anche l'apertura del tour di Vasco Rossi di quell'anno. Da quel momento la struttura non ha più ospitato concerti per 15 anni. Nel luglio 2011 Zucchero Fornaciari ha deciso di tenere un concerto all'arena per chiudere il festival del blues della Valle d'Aosta e per aprire il suo Chocabeck Tour 2011. Il 2012 invece è stato il turno di Lenny Kravitz, e di J-Ax insieme a Salmo e Roberto Molinaro, per chiudere l'Aosta Sound Fest del 2012.

## Struttura
L'arena si presenta come una grossa ellisse di 105 metri per 70, e può ospitare fino a 4.000 persone soltanto con i posti a sedere. Contando anche il grande prato dove ha solitamente luogo la bataille, l'arena può contare da 5.000 a più di 8.000 posti a seconda dell'uso rispettivamente delle sedie o di posti in piedi nel parterre.

## Eventi
- Bataille de reines
- 1988 - Miles Davis
- 1991 - Fabrizio De André
- 1992 - Bob Dylan
- 1992 - Tracy Chapman
- 7 settembre 1995 - Litfiba - Spirito Tour
- 3 agosto 1996 - Vasco Rossi
- 5 luglio 2011 - Zucchero Fornaciari - Chocabeck Tour 2011
- 14 luglio 2012 - J-Ax/Salmo/Roberto Molinaro
- 16 luglio 2012 - Lenny Kravitz - Black And White Tour 2012

## Galleria d'immagini

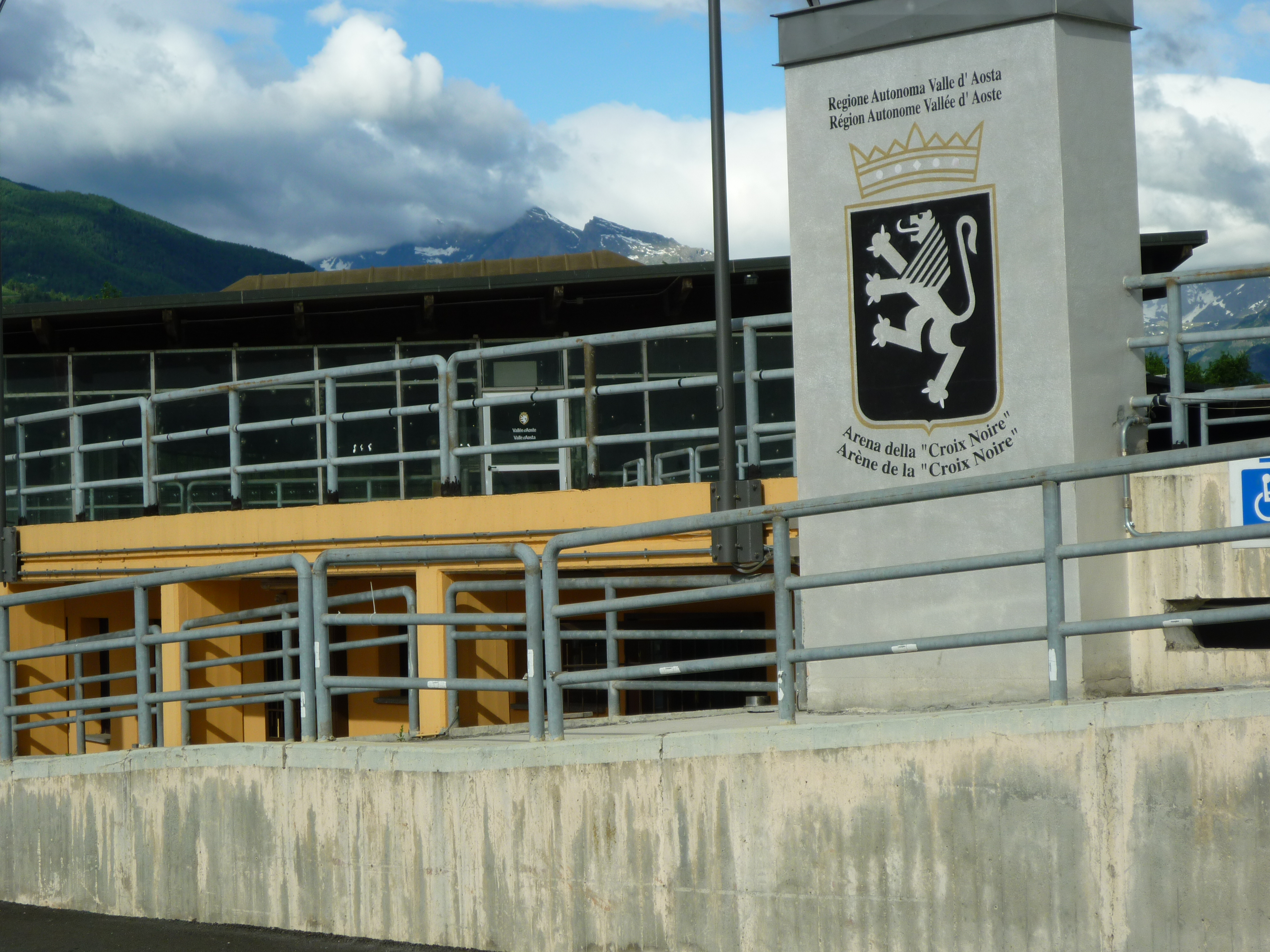
L'entrata
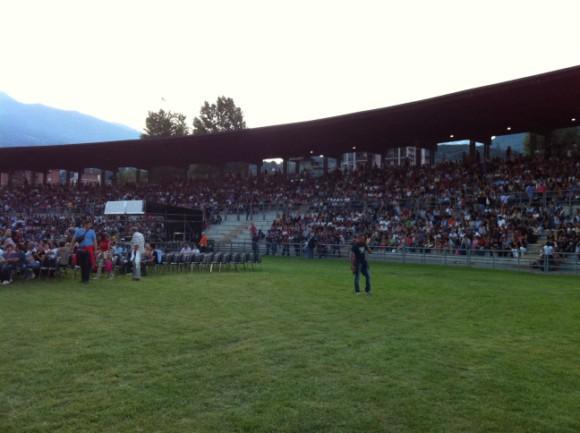
Il concerto di Zucchero del 2011